# Unterlamm
Unterlamm é um município da Áustria, situado no distrito de Südoststeiermark, no estado da Estíria. Tem 16,73 km² de área e sua população em 2019 foi estimada em 1.248 habitantes.